# 羅比拉德冰川
68°18′S 65°35′W / 68.300°S 65.583°W
羅比拉德冰川（英語：Robillard Glacier），是南極洲的冰川，位於葛拉漢地的鮑曼海岸，是索爾伯格灣入口處北部，由美國研究隊發現，現時由南極條約體系管理。